# José Cândido da Silva
José Cândido da Silva (Desterro,  — 16 de novembro de 1914) foi um político brasileiro.
Filho de Cândido Francisco da Silva e de Maria Bernardina da Conceição. Casou com Maria Inês da Silva.
Foi deputado à Congresso Representativo de Santa Catarina na 7ª legislatura (1910 — 1912).